# 艾錫卜足球會
艾錫卜足球會（阿拉伯语：نادي السيب；在當地也被稱為"帝王"、"俱樂部之王"）是一家位於阿曼锡卜的職業足球俱樂部，現時參加阿曼職業足球聯賽。他們的主場是錫卜體育場，屬於政府所有。2022年，艾錫卜實現三冠王，同年贏得了聯賽，蘇丹卡布斯盃和亞洲足協盃。

## 榮譽
- 阿曼職業足球聯賽

 冠軍： (4)  2019–20, 2021–22, 2023–24, 2024–25
 亞軍： (1) 1994–95
- 蘇丹卡布斯盃

 冠軍： (4)  1996, 1997, 1998, 2022
 亞軍： (3)  2003, 2005, 2023.
- 阿曼職業聯賽盃

 冠軍： (3) 2007, 2023, 2023
 亞軍： (1) 2013.
- 阿曼超級盃

 冠軍： (3) 2001, 2022, 2023
 亞軍： (2) 1999, 2004.
- 亞洲足協盃: (1)

 冠軍： (1) 2022

## 外部連結
- 艾錫卜足球會的Facebook專頁
- 阿錫卜俱樂部 （页面存档备份，存于） 在Soccerway
- 阿錫卜俱樂部 （页面存档备份，存于） 在Goalzz